# Annelies Maas
Pour les articles homonymes, voir Maas.
Annelies Maas, née le 25 janvier 1960 à Wageningue aux Pays-Bas, est une nageuse néerlandaise.

## Biographie
Annelies Maas participe aux Jeux olympiques d'été de 1976 à Montréal ; elle termine quatrième de la finale du 200 mètres nage libre, septième de la finale du 400 mètres nage libre et quatrième du 4 × 100 mètres nage libre. Aux Jeux olympiques d'été de 1980 à Moscou, elle remporte la médaille de bronze sur 4 × 100 mètres nage libre avec Conny van Bentum, Wilma van Velsen et Reggie de Jong et termine sixième de la finale du 400 mètres nage libre.
Elle est la femme du nageur allemand Michael Kraus.

### Championnats d'Europe
- Championnats d'Europe 1977 à Jönköping (Suède) :
  -  Médaille d'argent du 400 m nage libre.
  -  Médaille d'argent du 800 m libre.
  -  Médaille d'argent du relais 4 × 100 m nage libre.
  -  Médaille de bronze du 200 m libre.